# Нерик
Нерик (хетт. Nerik(ka)) — поселение бронзового века к северу от хеттских столиц Хаттуса и Сапинува, вероятно, в Понтийском регионе. С 2005—2009 гг. Нерик был идентифицирован как Оймаагач-Хёюк на восточной стороне реки Кызылырмак, в 7 км к северо-западу от Везиркёпрю.

## История
Место было заселено в период средней и поздней бронзы. Хетты считали его священным для бога бури, который был сыном Вурунсему, богини солнца города Аринны. Бог погоды был связан с горой Залияну около Нерика, которая даровала городу дождь.

### Древнее царство
Нерик был основан носителями хаттского языка как Нарак. Табличка CTH 737 из архива Хаттусы содержит заклинание на хаттском языке, предназначенное для праздника там. При Хаттусили I Нерик захватили хетты. Они отмечали весенний праздник под названием «Пурули» в честь бога бури Нерика. На нем празднующие декламировали миф об убийстве змея Иллуянки.
При Хантили Нерик был разрушен, и хеттам пришлось перенести праздник Пурули в Хаттусу.

### Среднее царство
В правление Тудхалия I место Нерика было занято варварами касками, которых хетты обвиняли в его первоначальном разрушении.

### Новое царство
Во время правления Муваталли II (ок. 1290 г. до н. э.) его брат и назначенный губернатор Хаттусили III отвоевал Нерик и восстановил его в качестве верховного жреца. Хаттусили назвал своего первенца «Нериккаили» в память о нем (хотя позже он обошёл его в вопросе наследования).
Спустя семь лет после того, как сын Муваталли Мурсили III стал царём (ок. 1270-х гг. до н. э.), Мурсили передал Нерик другому губернатору. Хаттусили восстал и сам стал царём.
Нерик исчез из исторических записей, когда пало царство хеттов, около 1200 г. до н. э.

## Раскопки
В 2005 году Райнер Мария Чихон и Йорг Клингер (Свободный университет Берлина) начали раскопки Оймаагач-Хёюка. На данный момент это самая северная точка Малой Азии с остатками Хеттской империи, включая «три фрагмента табличек и буллу с клеймами писца Сарини. Кроме того, на месте были найдены упоминания о горах, в которых находился Нерик, а также черты, указывающие на монументальную хеттскую архитектуру». Команда опубликовала ряд статей, связанных с их раскопками.
По словам Чихона, во время раскопок было обнаружено множество каменных и ткацких артефактов. Были найдены орудия добычи меди на месторождении Тавшан, расположенном неподалеку. Самыми ценными артефактами являются таблички с клинописью, которые указывают на место как на Нерик. Среди находок также есть инвентарный список, показывающий инструменты, включая серебряные подносы и золотые буллы, хранящиеся в неизвестном святилище.